# فرانك جادج
فرانك جادج (بالإنجليزية: Frank Judge)‏ هو صحفي ومترجم وناقد سينمائي أمريكي، ولد في عقد 1940.